# The Conjuring 2
The Conjuring 2 är en amerikansk skräckthrillerfilm i regi av James Wan. Det är uppföljaren till The Conjuring. Paret Ed och Lorraine Warren spelas återigen av Patrick Wilson och Vera Farmiga.